# Diploderma panlong
Diploderma panlong — вид ігуаноподібних ящірок родини агамових (Agamidae). Ендемік Китаю. Описаний у 2020 році.

## Поширення і екологія
Diploderma panlong відомі з типової місцевості, розташованої в районі містечка Лічжуан в повіті Мяньнін у Ляншань-Їській автономній префектурі на півдні провінції Сичуань, на висоті 1430 м над рівнем моря. Вони живуть в долинах у середній течії Ялунцзяну, порослих деревами і чагарниками, зокрема Pueraria peduncularis, Dalbergia і Pterocarya.